# Izolator topologiczny
Izolator topologiczny – chemicznie jednorodny materiał (np. Bi2Se3), który jest izolatorem (posiada przerwę energetyczną), a mimo to na jego powierzchni tworzy się stan metaliczny. Powstanie stanu metalicznego nie jest związane z wystąpieniem obcej fazy (np. utlenianie się powierzchni), natomiast wynika z inwersji pasm energetycznych danego izolatora topologicznego wokół poziomu Fermiego. Zjawisko to można zrozumieć odwołując się do abstrakcyjnego pojęcia izolatora atomowego. Wyobraźmy sobie taki monokryształ, w którym węzły sieci krystalicznej są od siebie odsunięte tak bardzo, że pole elektryczne wpływa jedynie lokalnie na węzły tej sieci. W takiej sytuacji omawiany kryształ jest izolatorem, ponieważ nie można w nim wywołać przepływu prądu. Zmniejszając dystans między węzłami sieci z nieskończoności do wartości skończonej, wygodniej jest posługiwać się pojęciem struktury pasmowej, która odpowiada poziomom energetycznym dostępnym dla elektronów w ciele stałym. Jeżeli ta kolejność pasm w ciele stałym odpowiada kolejności dla izolatora atomowego, to monokryształ jest tzw. izolatorem trywialnym (kolokwialnie mówiąc zwykłym), jeśli jednak następuje inwersja pasm, wtedy izolator jest nietrywialny. Odwrócenie pasm w przestrzeni rzeczywistej ma miejsce na granicy między izolatorem trywialnym a nietrywialnym, tzn. na powierzchni monokryształu. Topologicznie trwały stan metaliczny na powierzchni jest konsekwencją zamknięcia przerwy energetycznej, bez którego w sposób ciągły nie mogłoby dojść do odwrócenia pasm. 
Wnikliwy czytelnik zwróci uwagę, że topologicznie trwały stan metaliczny tworzy się na granicy izolatora trywialnego i nietrywialnego. Granicą tą jest w naturalny sposób powierzchnia izolatora topologicznego, ponieważ z definicji próżnię można traktować, jako izolator atomowy.
Szczegółowe wyjaśnienie inwersji pasm wymaga wprowadzenia oddziaływań relatywistycznych tj. oddziaływania spin-orbita oraz zasad obliczania, czy dany materiał jest izolatorem trywialnym czy nietrywialnym, a to wykracza dalece poza definicję encyklopedyczną. Należy jednak dodać, że dla uproszczenia opisano tu przypadek materiału trójwymiarowego, pozwoliło to na posługiwanie się pojęciem powierzchni. Uogólniając trzeba zauważyć redukcję wymiarowości, tzn. dla izolatora trójwymiarowego 3D (dowolna bryła) stany topologicznie trwałe powstają na powierzchni, dlatego też mówimy o dwuwymiarowym (2D) gazie elektronów przewodnictwa. Odpowiednio dla izolatora topologicznego dwuwymiarowego stan metaliczny powstaje na jego krawędziach (1D).

## Odkrycie
W 2012 kilka grup naukowców opublikowało preprinty zawierające sugestie, że sześcioborek samaru posiada właściwości topologicznego izolatora, co jest zgodne z wcześniejszymi przewidywaniami.